# یوکورتاتنافتا
یوکورتاتنافتا (انگلیسی: Ukrtatnafta) شرکت پالایش نفت اوکراینی است، که در سال ۱۹۹۵ تأسیس شد.